# Miñano Menor
Miñano Menor en espagnol ou Miñaogutxia en basque est une commune ou une contrée appartenant à la municipalité de Vitoria-Gasteiz dans la province d'Alava, située dans la Communauté autonome basque en Espagne.
Il s'agit d'un petit village avec 17 habitants (2001), qui est situé à 11 km au nord de Vitoria-Gasteiz. On arrive au village après avoir laissé l'autoroute A-240 à la hauteur de Miñao et transité quelques kilomètres par une route locale. Le village se situe entre Miñao et Ziriano, qui n'appartient déjà pas à la mairie de Vitoria, mais à celle d'Arrazua-Ubarrundia.
Le village possède une église romane consacrée à Saint Vincent Martyr.
Ses festivités ne sont déjà pas publiques et se tiennent le 22 janvier pour les habitants et la famille.

## Histoire
La première mention écrite de ce village date de 1025 quand elle est mentionnée sous le nom de Mengano. Il est un des villages assignés à la Hermandad de Vitoria depuis le règne Alphonse XI.
En prenant une déviation dans la route qui va de Miñao à Miñano Menor on arrive au Parc Technologique d'Alava, qui est à 1.5 km de Miñao. Il s'agit d'un parc industriel dans lequel différentes entreprises ont leur siège qui ont comme point en commun l'innovation et le développement technologique.

## Parc technologique d'Alava
Ce parc a été créé en 1992 comme une initiative de la Députation forale d'Alava, la mairie de Vitoria-Gasteiz et la société SPRI, dépendant du Gouvernement basque. Il a une surface de 1 171 864 mètres carrés. Il y a actuellement 58 entreprises installées dans ce parc, offrant du travail à 2 150 employés, en ayant la possibilité de doubler sa capacité actuelle. Le complexe inclut un restaurant-cafétéria, un auditorium de congrès et une salle d'expositions.
Parmi les entreprises installées dans le parc, il faut souligner par leur taille, Aernnova (Antigua Gamesa Aeronáutica) qui a ici sa centrale et où travaillent presque la moitié des employés du parc.

## Voir également
- Liste des municipalités de la province d'Alava